# Washington Open 2025 - Qualificazioni singolare maschile
Le qualificazioni del singolare maschileile del Washington Open 2025 sono state un torneo di tennis preliminare per accedere alla fase finale della manifestazione disputate il 19 e 20 luglio 2025. I vincitori dell'ultimo turno sono entrate di diritto nel tabellone principale. In caso di ritiro di uno o più giocatori aventi diritto a questi sono subentrati i lucky loser, ossia i giocatori che hanno perso nell'ultimo turno ma che avevano una classifica più alta rispetto agli altri partecipanti che avevano comunque perso nel turno finale.

## Teste di serie
1. Corentin Moutet (ultimo turno, lucky loser)
2. Rinky Hijikata (ultimo turno)
3. Aleksandar Vukic (tabellone principale)
4. Colton Smith (qualificato)
5. Billy Harris (qualificato)
6. Zachary Svajda (qualificato)

1. Taro Daniel (primo turno)
2. Mitchell Krueger (primo turno)
3. Yōsuke Watanuki (ultimo turno)
4. James McCabe (primo turno)
5. Murphy Cassone (qualificato)
6. James Trotter (ritirato)

## Qualificati
1. Colton Smith
2. Billy Harris
3. Zachary Svajda

1. Murphy Cassone
2. Wu Yibing
3. Beibit Schuqajew

### Lucky loser
1. Corentin Moutet

## Tabellone

### Sezione 1
|  | Primo turno | Primo turno      | Primo turno     | Primo turno | Primo turno |  |  | Ultimo turno | Ultimo turno    | Ultimo turno | Ultimo turno | Ultimo turno |  |
|  |             |                  |                 |             |             |  |  |              |                 |              |              |              |  |
|  | 1           | Corentin Moutet  | Corentin Moutet | 6           | 6           |  |  |              |                 |              |              |              |  |
|  |             | Karuê Sell       | Karuê Sell      | 4           | 2           |  |  | 1            | Corentin Moutet | 6            | 4            | 4            |  |
|  |             | Wu Yibing        | 4               | 6           | 7           |  |  |              | Wu Yibing       | 4            | 6            | 6            |  |
|  | 8           | Mitchell Krueger | 6               | 3           | 63          |  |  |              |                 |              |              |              |  |

### Sezione 2
|  | Primo turno | Primo turno          | Primo turno          | Primo turno | Primo turno |  |  | Ultimo turno | Ultimo turno   | Ultimo turno   | Ultimo turno | Ultimo turno |  |
|  |             |                      |                      |             |             |  |  |              |                |                |              |              |  |
|  | 2           | Rinky Hijikata       | Rinky Hijikata       | 6           | 7           |  |  |              |                |                |              |              |  |
|  | WC          | Adhithya Ganesan     | Adhithya Ganesan     | 3           | 5           |  |  | 2            | Rinky Hijikata | Rinky Hijikata | 64           | 2r           |  |
|  | PR          | Thai-Son Kwiatkowski | Thai-Son Kwiatkowski | 2           | 4           |  |  | 11           | Murphy Cassone | Murphy Cassone | 7            | 1            |  |
|  | 11          | Murphy Cassone       | Murphy Cassone       | 6           | 6           |  |  |              |                |                |              |              |  |

### Sezione 3
|  | Primo turno | Primo turno      | Primo turno      | Primo turno | Primo turno |  |  | Ultimo turno | Ultimo turno     | Ultimo turno | Ultimo turno | Ultimo turno |  |
|  |             |                  |                  |             |             |  |  |              |                  |              |              |              |  |
|  | Alt         | Alfredo Perez    | Alfredo Perez    | 5           | 0           |  |  |              |                  |              |              |              |  |
|  | Alt         | Andrea Vavassori | Andrea Vavassori | 7           | 6           |  |  | Alt          | Andrea Vavassori | 5            | 7            | 4            |  |
|  |             | Beibit Schuqajew | 63               | 6           | 6           |  |  |              | Beibit Schuqajew | 7            | 69           | 6            |  |
|  | 10          | James McCabe     | 7                | 2           | 2           |  |  |              |                  |              |              |              |  |

### Sezione 4
|  | Primo turno | Primo turno  | Primo turno | Primo turno | Primo turno |  |  | Ultimo turno | Ultimo turno | Ultimo turno | Ultimo turno | Ultimo turno |  |
|  |             |              |             |             |             |  |  |              |              |              |              |              |  |
|  | 4           | Colton Smith | 6           | 3           | 6           |  |  |              |              |              |              |              |  |
|  | WC          | Andrew Fenty | 3           | 6           | 4           |  |  | 4            | Colton Smith | 4            | 6            | 6            |  |
|  |             | Tyler Zink   | Tyler Zink  | 7           | 6           |  |  |              | Tyler Zink   | 6            | 4            | 4            |  |
|  | 7           | Taro Daniel  | Taro Daniel | 65          | 5           |  |  |              |              |              |              |              |  |

### Sezione 5
|  | Primo turno | Primo turno     | Primo turno     | Primo turno | Primo turno |  |  | Ultimo turno | Ultimo turno    | Ultimo turno    | Ultimo turno | Ultimo turno |  |
|  |             |                 |                 |             |             |  |  |              |                 |                 |              |              |  |
|  | 5           | Billy Harris    | Billy Harris    | 6           | 7           |  |  |              |                 |                 |              |              |  |
|  |             | Marek Gengel    | Marek Gengel    | 1           | 5           |  |  | 5            | Billy Harris    | Billy Harris    | 6            | 7            |  |
|  |             | Moerani Bouzige | Moerani Bouzige | 7           | 6           |  |  |              | Moerani Bouzige | Moerani Bouzige | 4            | 6            |  |
|  | Alt         | Govind Nanda    | Govind Nanda    | 5           | 4           |  |  |              |                 |                 |              |              |  |

### Sezione 6
|  | Primo turno | Primo turno     | Primo turno     | Primo turno | Primo turno |  |  | Ultimo turno | Ultimo turno    | Ultimo turno | Ultimo turno | Ultimo turno |  |
|  |             |                 |                 |             |             |  |  |              |                 |              |              |              |  |
|  | 6           | Zachary Svajda  | Zachary Svajda  | 7           | 6           |  |  |              |                 |              |              |              |  |
|  | WC          | Bernard Tomic   | Bernard Tomic   | 5           | 1           |  |  | 6            | Zachary Svajda  | 6            | 1            | 7            |  |
|  | WC          | Jake Fellows    | Jake Fellows    | 4           | 4           |  |  | 9            | Yōsuke Watanuki | 3            | 6            | 62           |  |
|  | 9           | Yōsuke Watanuki | Yōsuke Watanuki | 6           | 6           |  |  |              |                 |              |              |              |  |